# 마이너리티 리포트 (영화)
《마이너리티 리포트》(영어: Minority Report)는 스티븐 스필버그가 감독하고 톰 크루즈가 주연한 SF 영화이다. 2002년에 개봉되었으며, 내용은 2054년의 워싱턴 시를 배경으로 한다. 필립 K. 딕의 동명 소설을 원작으로 하였다.
범죄를 예측하여 아직 죄를 저지르지 않은 범죄자를 체포하는 내용을 담고 있어서, 시간적으로 맞지 않는 설명에 빗대어 언론에 수 차례 인용되었다.
또한 이 영화에서 소개된 신기술들은 과학적으로도 근거가 있어 언론 보도나, 교양서적에서 인용되기도 한다.

## 줄거리
2054년에 연방 정부는 6년 동안 운영되어 온 워싱턴 D.C.의 프로토타입 "프리크라임" 경찰 프로그램을 전국적으로 시행할 계획이다. 3명의 초능력자("예지자")들은 임박한 살인에 대한 심령적 인상을 받고, 경찰은 그들의 비전을 분석하여 위치를 결정하고 범죄가 발생하기 전에 가해자를 체포한다. 살인자가 될 사람은 전기 유도 혼수 상태에 빠지고 파놉티콘과 같은 감옥 시설에 갇히게 된다. 프리크라임이 6년 동안 계획된 살인을 거의 모두 없앴지만 "빨간 공"(red ball) 살인이라고 불리는 자발적인 정열 범죄는 여전히 발생하므로 경찰이 조치를 취할 시간이 짧다.
프리크라임 책임자인 존 앤더턴은 6세 된 아들 숀이 납치되어 발견되지 않은 후 프로그램에 합류했다. 그는 우울증과 "뉴로인"이라는 약물 중독에 시달리고 있으며 그의 아내 라라는 그를 떠났다. 법무부 요원 대니 위트워는 결함을 발견하기 위해 프리크라임 작전을 감사한다. 예지자 중 하나 인 애거사는 앤더턴이 지켜 보는 동안 여성의 익사에 대한 회상을 경험한다. 흥미롭게도 그는 의도한 희생자인 앤 라이블리가 그녀의 살인이 방지된 직후에 실종되었다는 사실을 교도소 소장으로부터 알게 된다. 그러나 그는 또한 범죄에 대한 애거사의 비전이 파일에 없음을 발견했다. 얼마 지나지 않아 예언자들은 앤더턴이 한 번도 만난 적이 없는 리오 크로라는 남자를 죽일 것이라고 예측한다. 앤더턴은 달아나고 위트워는 수사를 시작한다.
앤더턴은 연구를 통해 프리크라임을 만든 유전학자인 아이리스 히너먼 박사를 방문하고 예지자들의 능력이 초기의 불순한 형태의 뉴로인에 대한 부모의 중독으로 인한 뇌 손상의 결과임을 알게 된다. 히너먼은 한 프리코그가 때때로 "마이너리티 리포트"로 알려진 다른 프리코그와 다른 미래 비전을 본다고 설명한다. 이러한 불일치는 예지자들의 무오류성이라는 명성을 유지하기 위해 공식 기록에서 제거되지만 예지자들은 기억을 유지한다. 앤더턴이 소수 보고서를 가지고 있다면 애거사가 세 사람 중 가장 강력하기 때문에 애거사가 생성했을 가능성이 높다고 히너먼은 말한다.
프리크라임에서 망막 스캐너를 무력화하기 위해 안구 이식 수술을 받은 앤더턴은 돌아와 애거사를 납치하여 프리크라임이 의존하는 집단 정신을 차단한다. 사이버 범죄자의 도움으로 앤더턴은 애거사의 기억을 검색하지만 크로의 살인에 대한 소수 보고서를 찾지 못한다. 그러나 그는 앤의 죽음에 대한 그녀의 기억을 찾아 다운로드한다. 2트랙 크로는 호텔 방으로 가서 숀을 포함한 많은 아이들의 사진을 찾는다. 앤더턴은 크로가 숀을 죽였다고 비난하고 그를 거의 죽일 뻔했지만 마지막 순간에 후회한다. 크로는 자신이 사진을 심기 위해 고용되었다고 주장하고 앤더턴에게 자신이 죽으면 가족에게만 돈을 지불하겠다고 말하면서 그를 죽여달라고 간청한다. 앤더턴이 여전히 거절하면 크로는 앤더턴이 그를 죽이는 예지자들의 비전과 유사한 방식으로 자살한다.
앤더턴의 정보를 받은 위트워는 앤의 사건을 조사하고 그녀가 실제로 살해당했다는 불일치를 발견한다. 그는 앤더턴의 총으로 그를 죽인 프리크라임의 이사 인 러마 버지스에게 자신의 발견을보고한다. 앤더턴은 크로와 위트워의 살인 혐의로 체포되어 투옥되고 애거사는 다른 예지자들로 돌아간다. 라라와 이야기하는 동안 버지스는 실수로 그가 앤을 죽였다고 밝힌다. 라라는 앤더턴이 프리크라임의 전국 출시를 축하하는 연회에서 버지스와 맞설 수 있도록 앤더턴을 감옥에서 석방하도록 강요한다. 뉴로인 중독자이자 애거사의 어머니인 앤은 애거사의 양육권을 포기했다. 얼마 후 그녀는 습관을 깨고 딸을 되찾기 위해 노력했다. 버지스는 프리크라임이 개입할 것을 알고 앤을 죽이기 위해 남자를 고용한 다음 나중에 예상된 방식으로 그녀를 죽였다. 프리크라임 기술자는 두 번째 살인 비전을 첫 번째 살인의 메아리로 무시했다. 앤더턴이 조사를 시작하자 버지스는 앤더턴을 살인하도록 유도하기 위해 크로가 숀의 납치범으로 가장하도록 준비했다.
버지스가 앤더턴을 죽일 것이라는 "빨간 공" 보고서가 들어온다. 두 사람이 서로를 대면하면서 앤더턴은 버지스가 직면한 딜레마를 지적한다. 그는 앤더턴을 살려서 프리크라임이 신용을 잃고 폐쇄되는 것을 지켜보거나 프로그램을 검증하기 위해 그를 죽이고 감옥에 갈 수 있다. 버지스는 자살하기 전에 앤더턴의 용서를 구한다.
앤더턴과 라라는 라라가 다른 아이를 임신하면서 화해한다. 많은 사람들이 여전히 경찰의 감시를 받고 있지만 예비 범죄는 포기되고 수감자들은 사면되고 석방된다. 예지자는 평화롭게 살기 위해 비공개 위치로 이동한다.

## 배역
- 톰 크루즈 - 존 앤더턴 역
- 막스 폰 쉬도브 - 러마 버지스 역
- 콜린 패럴 - 대니 위트워 역
- 서맨사 모턴 - 애거사 라이블리 역
- 마이크 디크먼 - 아서 아르카딘 역
- 매슈 디크먼 - 대실 아르카딘 역
- 로이스 스미스 - 아이리스 히너먼  역
- 캐스린 모리스 - 라라 앤더턴 역
- 타일러 패트릭 존스 - 숀 앤더턴 역
- 마이크 바인더 - 리오 크로 역
- 스티브 해리스 - 제이드 왓슨 역
- 제시카 하퍼 - 앤 라이블리 역
- 팀 블레이크 넬슨 - 기디언 역
- 대니얼 런던 - 노버트 월리스 역
- 닐 맥도너 - 고든 플레처 역
- 패트릭 킬패트릭 - 제프리 놋 역
- 제시카 캡쇼 - 이배나 역
- 피터 스토메어 - 솔로몬 P. 에디 역
- 제이슨 앤툰 - 루퍼스 T. 라일리 역
- 낸시 라인핸 찰스 - 설레스트 버지스 역
- 빅터 레이더웩슬러 - 아서 내시 역
- 아리 그로스 - 하워드 마크스 역
- 애슐리 크로 - 세라 마크스 역
- 애나 마리아 호즈퍼드 - 케이시 역
- 조엘 그레치 - 도널드 두빈 역
- 톰 최 - 닉 페이먼 역
- 캐럴라인 라거펠트 - 그레타 밴아이크 역
- 윌리엄 메이포서 - 호텔 점원 역

## 한국판 성우진

### SBS (2003년 9월 12일)
- 안지환 - 존 앤더튼(톰 크루즈)
- 박지훈 - 대니 위트워(콜린 패럴)
- 신소윤 - 에거사(서맨사 모턴)
- 임종국 - 버재스(막스 폰 쉬도브)
- 정민희 - 히네만(로이스 스미스)
- 김정호 - 솔로몬(피터 스토메어) / 노숙자(맥스 트룸파워)
- 김태웅 - 가드온(팀 블레이크 넬슨)
- 이병식 - 제드(스티브 해리스)
- 손정아 - 라라(캐스린 모리스)
- 장성호 - 월리(다니엘 런던)
- 황윤걸 - 플래처(닐 맥도너)
- 박미선 - 곡예사(보니 모건)
- 이호인 - 노트(패트릭 킬패트릭)
- 최수민 - 앤 라이블리(제시카 하퍼) / 에바나(제시카 캡쇼) / 숀(도미닉 스콧 케이/타일러 패트릭 존스)
- 문지현 - 사라(애슐리 크로)
- 강구한 - 하워드(이리 그로스) / 리오(마이크 바인더)
- 이상훈 - 견학 설명원(키스 플리픈)

### KBS (2012년 8월 17일)
- 김일 - 앤더튼(톰 크루즈)
- 김규식 - 버지스(막스 폰 쉬도브)
- 양석정 - 위트워(콜린 패럴)
- 임수아 - 아이리스(로이스 스미스) / 버지스의 아내(낸시 라인핸 찰스) / 버지스의 비서
- 조진숙 - 아가사(서맨사 모턴) / 하워드의 아내(애슐리 크로)
- 오수경 - 라라(캐서린 모리스) / 앤 라이블리(제시카 하퍼)
- 이광수 - 재드(스티브 해리스)
- 유호한 - 노트(패트릭 칼퍼트릭) / 교도관(팀 블레이크 넬슨) / 의사(피터 스토메어)
- 박영재 - 플레처(닐 맥도너) / 루퍼스(제이슨 앤툰) / 하워드(아리 그로스) / 노숙자(맥스 트룸파워) / 견학 설명원(키스 플리픈)
- 심승한 - 크로(마이크 바인더)
- 김태영 - 윌리(대니얼 런던)
- 배진홍 - 숀(도미닉 스콧 케이/타일러 패트릭 존스) / 동료 요원(제시카 캡쇼) / 하워드의 아들 / 시스템 음성

## 같이 보기
- 돌발영상 - 마이너리티 리포트 사건